# 伊凡·弗谢沃洛多维奇·霍尔姆斯基
伊凡·弗谢沃洛多维奇·霍尔姆斯基（俄语：Иван Всеволодович，?—1402年3月27日）是特维尔大公国一位貴族以及弗谢沃洛德·亚历山德罗维奇之子。1364年其父親去世後伊凡·弗谢沃洛多维奇·霍尔姆斯基獲得了一塊領地。據說其曾参加過库里科沃之战。伊凡·弗谢沃洛多维奇·霍尔姆斯基没有孩子。